# 馬賴尼約克山 (萬卡亞區)
12°02′47″S 75°50′13″W / 12.04639°S 75.83694°W
馬賴尼約克山（Marayniyuq），是秘魯的山峰，位於該國中南部利馬大區，由堯約斯省的萬卡亞區負責管轄，屬於秘魯中部山脈的一部分，海拔高度4,800米。